# محمود كامل باشا
محمود كامل باشا، (بالتركية: Mahmud Kamil Paşa)‏،(ولد في حلب سنة 1880-توفي في اسطنبول سنة 1922)، كان جنرالا في الجيش العثماني الحديث. 